# 須川政太郎
須川 政太郎（すがわ せいたろう、1884年（明治17年）12月13日 - 1955年（昭和30年）7月28日）は明治から大正期の作曲家。

## 略歴
和歌山県東牟婁郡新宮町（現・新宮市）谷王子出身。和歌山中学卒業の後、東京音楽学校（現・東京藝術大学音楽学部）甲種師範科入学。途中2年間休学して、東京市茅場小学校で代用教員を務めたのち、復学し、明治44年に卒業した。翌年、竹久夢二作詞の『宵待草』のモデルとなった長谷川カタ（賢）と結婚し、東京市十思小学校で訓導をつとめた。
音楽教諭として、鹿児島師範学校、旧制鹿児島一中、京都師範学校、同女子師範、桃山高女、滋賀女子師範、大津高女　彦根高等女学校に赴任。戦中は一時、中島飛行機半田製作所に勤務し、戦後、半田高等女学校（のち半田高校）で音楽を教えた。
墓所は和歌山県新宮市南谷墓地にある。

## 作曲
- 旧制第七高等学校（鹿児島県）造士館寮歌『北辰斜に』（1915年：大正4年）[2]
- 旧制神宮皇學館大学（三重県）予科寮歌『若草萌ゆる』（1924年：大正13年）

などを作曲。